# Secular Talk
Secular Talk (voluit: Secular Talk Radio - The Kyle Kulinski Show) is een liberaal-progressieve internet- en radioshow over politiek en nieuws gepresenteerd door Kyle Kulinski. De show is begonnen in 2008 en in 2013 onderdeel geworden van TYT-network. Tegenwoordig wordt de show in New Rochelle in de Amerikaanse staat New York opgenomen en behaalde in september 2017 een mijlpaal met 500.000 abonnees. Secular Talk is een van de nieuwsshows in de categorie "Nieuws" van Googles prefered Lineups.